# نیروگاه خورشیدی جرقویه
نیروگاه خورشیدی جرقویه یک نیروگاه خورشیدی در استان اصفهان، شهر جرقویه از توابع شهرستان اصفهان است که در تاریخ ۱۳۹۶/۰۲/۰۷ توسط وزیر نیرو وقت افتتاح شد. این نیروگاه قابلیت ایجاد توانی برابر با ۱۰ مگاوات را دارا می‌باشد.
این نیروگاه خورشیدی با ظرفیت تولید ۱۰ مگاوات برق و ۵۵ میلیارد تومان هزینه در مدت هفت ماه توسط شرکت برق و انرژی غدیر ساخته و راه اندازی شد.
در این نیروگاه از روش جدید پایه کوبی به جای بتن ریزی برای کار گذاشتن پایه استفاده شده که این روش توسط نیروی داخلی و شرکت پگاش انجام شده‌است.
این نیروگاه از ۳۹ هزار پنل خورشیدی با ابعاد ۶۵. ۱ در ۹۸ سانتی‌متر تشکیل شده که در زمینی به وسعت ۲۰ هکتار نصب شده‌است.
تولید برق این نیروگاه با خط اختصاصی به طول ۵. ۳ کیلومتر به پست ۶۳ کیلو ولت جرقویه متصل شده و با قراردادی ۲۰ ساله کل برق تولیدی این مجموعه به سازمان انرژی‌های نو به صورت تضمینی فروخته شده‌است.
برای ساخت این نیروگاه ۳۰ درصد از توان و تولید داخلی استفاده شده و قرار است در طرح توسعه آن از ظرفیت‌های داخلی بیشتری استفاده شود.
ردیابی اشعه خورشید به صورت خودکار ویژگی خاص این نیروگاه است.
وجود سالانه بیش از ۳۰۰ روز آفتابی، مناطق بادخیز، دامداری‌های زیاد و سیستم جمع‌آوری زباله مکانیزه، استان اصفهان را مستعد گسترش انواع انرژی‌های تجدید پذیر کرده‌است. بخش جرقویه سفلی در ۶۵ کیلومتری جنوب شرق مرکز استان اصفهان قراردارد.

## مشخصات فنی
نیروگاه خورشیدی جرقویه اصفهان از ۳۹ هزار پنل خورشیدی با ابعاد ۶۵٫۱ در ۹۸ سانتی‌متر تشکیل شده‌است. در این نیروگاه از سیستم‌های ردیابی خورشیدی به صورت تک محوره استفاده شده‌است که بر مبنای آن، صفحات خورشیدی به صورت خودکار نور خورشید را ردیابی کرده و به سوی خورشید تغیر جهت می‌دهند تا همیشه تابش به صورت عمود بر پنل های باشد. تا پیش از این در تمام نیروگاه‌های خورشیدی کشور، تغیر جهت این صفحات توسط دست صورت می‌گرفته‌است.
در روش نصب پایه‌ها برای اولین بار در ایران توسط نیروی داخلی به روش پایه کوبی به جای پایه‌گذاری با بتن انجام شده‌است.